# 도둔초등학교
도둔초등학교는 대한민국 경기도 양주시에 있는 공립 초등학교이다.

## 학교 연혁
- 2007.01.08 도둔초등학교설치조례 공포
- 2007.08.27 8학급 편성 개교
- 2007.09.01 초대 장경진 교장 부임
- 2007.09.01 2학급 증설인가(10학급)
- 2007.09.07 도둔초등학교 병설유치원 개원
- 2007.10.04 개교기념식 및 개교기념 운동회
- 2008.02.15 제1회 졸업식 15명
- 2008.03.01 4학급 증설인가(14학급)
- 2009.02.13 제2회 졸업식 23명 (총 38명)
- 2009.03.01 2학급 증설 인가(16학급)
- 2010.02.11 제3회 졸업식 63명(총 101명)
- 2011.03.01 18학급 편성(유치원 1학급)
- 2011.03.01 제2대 양재풍 교장 부임
- 2012.02.15 제5회 졸업식 71명(총 221명)
- 2012.03.05 1학급 증설 인가(19학급)
- 2013.02.15 제6회 졸업식 68명(총 371명)
- 2014.02.14 제7회 졸업식 72명(총 436명)
- 2015.02.13 제8회 졸업식 60명(총 406명)
- 2027.08.27 개교 20주년